# Francesc Antich Carbonell
Francisco Antich Carbonell (Silla, 1860 - València, 1926) fou organista i compositor. Conjuntament amb el seu germà Segundo Antich van ésser els amos de l'editorial de música "Antich y Tena" i de la revista Biblioteca Sacro-musical.

## Vida acadèmica i musical
Els seus primers estudis anaven encaminats al magisteri, però va descobrir en la música la seva veritable vocació. El seu aprenentatge va tenir lloc en l'àmbit religiós, i el 1879 obté el títol de composició i harmonia. Debutà com organista a la parròquia de Santa Caterina de València, al mateix temps que inicià la composició de peces per a cor i orgue. El 1890, va posar en marxa l'editorial de partitures “Antich y Tena”, equipada amb un establiment de venda d'instruments musicals. Fundà la revista mensual Biblioteca Sacro-Musical, considerada un referent per als músics valencians del moment com Rigoberto Cortina, Plasencia Valls, Amorós, Giner, i Serrano, els quals publicaven partitures i opinaven sobre les noves composicions. Van editar 117 exemplars, quan València i Barcelona assolien la fama de ser les ciutats amb més rellevància musical. L'any 1903 ocupa la vacant d'organista a l'església de Sant Agustí, també exerceix la docència com a professor de música al Col·legi dels Franciscans, i acaba la vida professional en la seva acadèmia particular ensenyant harmonia i composició, on es van formar deixebles prestigiosos com el mestre Rodrigo, i López Chávarri.

## Reconeixements
Antich era membre honorífic del Ateneo Musical de Madrid, i estava guardonat amb nombroses distincions en reconeixement de l'activitat innovadora en el llenguatge musical i el centenar de composicions editades.
A la seua mort, la premsa li dedicava aquest elogi: Ha fallecido una de las ramas del arte musical más nobles y dignas. Sencillo, afable, humilde, devoto de su ofício, recordaba el maestro Antich a los músicos de la época renacentista. El seu germà, Segundo, també fou director de la banda de música local i organista en la parròquia de Silla i la Col·legiata d'Alzira. En memòria d'aquests dos fills il·lustres, l'ajuntament de Silla els va dedicar el carrer: Germans Antich. (JAB)

## Obres
El Motete a san Francisco de Asís, Salve Regina, Miserere, o Laudate Dominum són part de la seva obra compositiva.
Es conserven obres seves als fons musicals de l'església parroquial de Santa Eulàlia de Berga (BerSE), de l'església parroquial de Santa Maria de la Bisbal (GiBis), de la basílica de Santa Maria d'Igualada (SMI) i de l'església parroquial de Sant Esteve d'Olot (SEO).